# Dème d'Egnatía (Thessalonique)
Ne doit pas être confondu avec Dème d'Egnatía (Ioánnina).
Le dème d'Egnatía, en grec moderne : Δήμος Εγνατίας / Dímos Egnatías, est un ancien dème du district régional de Thessalonique, en Macédoine-Centrale, Grèce. Depuis 2010, il est fusionné au sein du dème de Vólvi.
Selon le recensement de 2011, la population du dème s'élève à 2 617 habitants.